# Skela
Skela (srbsky Скела) je vesnice nacházející se v západní části Srbska, administrativně spadající pod opštinu Obrenovac v hlavním městě Bělehradu. V roce 2011 zde žilo 1858 obyvatel, počet obyvatel vsi od roku 1961 stagnuje. Obyvatelstvo je v drtivé většině srbské národnosti.
Obec se nachází na břehu řeky Sávy na historické hranici, která oddělovala Osmanskou říši od Rakousko-Uherska. Rozvinula se na místě obklopující původní silnici (dnes č. 26 z Obrenovace do Šabacu).
V období Římské říše se nedaleko vesnice nacházela osada Borbiz. Místo bylo dějištěm odplaty okupačních sil během prvního srbského povstání i druhé světové války. Obec se rozvíjela z bodu protilehlému k východnímu konci ostrova Skeljanska Ada západním a jižním směrem. Je zaznamenána na mapách třetího vojenského mapování.
V obci stojí základní škola, která nese jméno podle Nikoly Tesly, památník obětem první světové války a také druhé světové.
Nedaleko od Skely se nachází Tepelná elektrárna Nikola Tesla B.